# Typ (teologia)

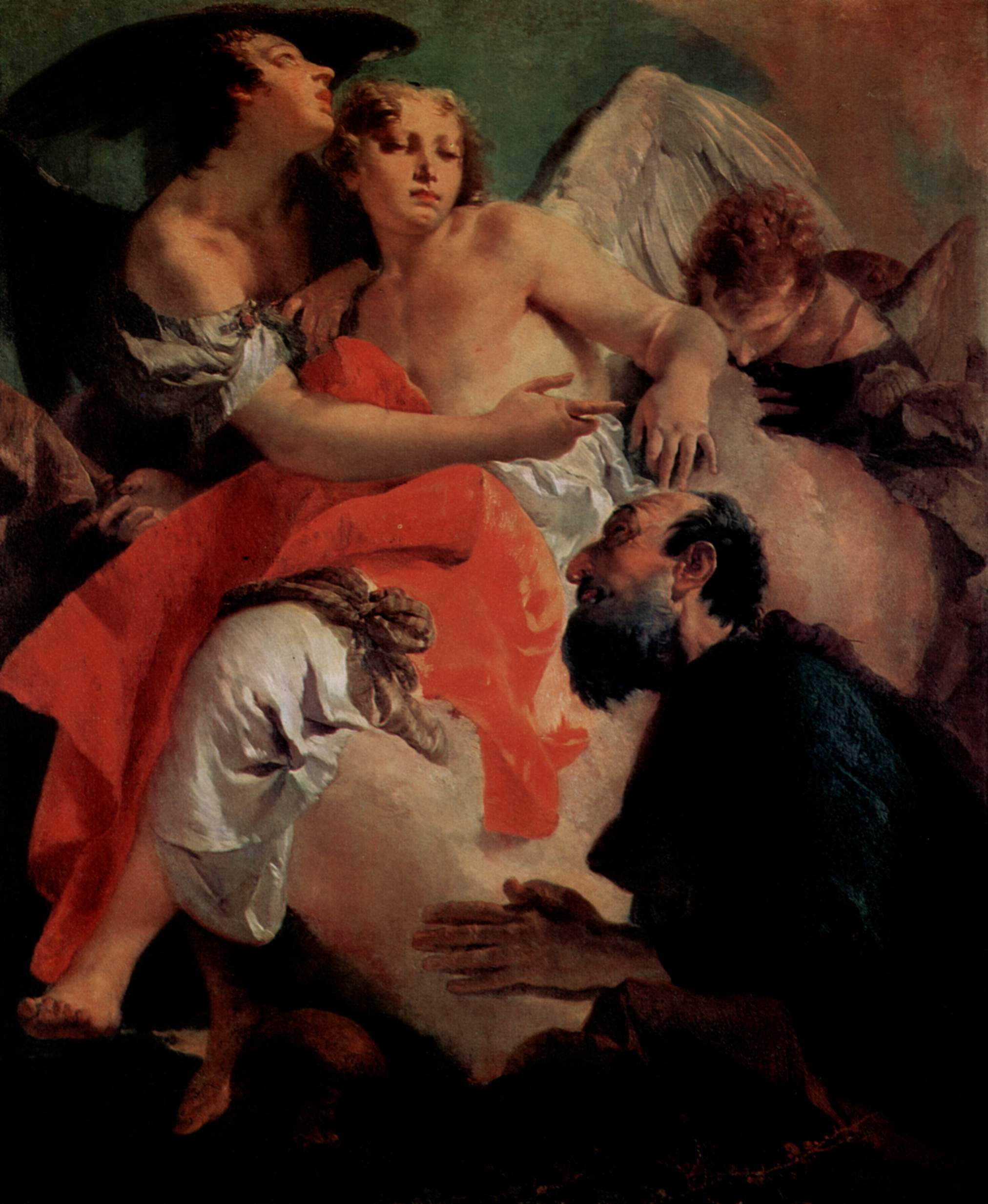
Zgodnie z teologią typiczną, Izaak jest typem Chrystusa, którego własny ojciec złożył w ofierze

Typ – określenie w teologii chrześcijańskiej oraz egzegezie biblijnej, dotyczące różnych zagadnień, wydarzeń, osób lub obiektów ze Starego Testamentu, które są traktowane jako zapowiedź tego co miało nastąpić w Nowym Testamencie.
W najszerszym ujęciu teorii typologii, główny sens Starego Testamentu jest postrzegany jedynie przez dostarczanie typów dla Chrystusa i jego doktryny. Teoria ta sięga początków pierwotnego Kościoła, była bardzo popularna w późnym średniowieczu i nadal jest popularna, szczególnie w kalwinizmie. Najbardziej zauważalna jest obecnie w Kościele prawosławnym, gdzie typologia jest nadal powszechnym narzędziem egzegetycznym.
Św. Paweł pisze w jednym ze swych listów o sensie typicznym wydarzeń narodu wybranego podczas wędrówki do Ziemi Obiecanej:

A wszystko to przydarzyło się im jako zapowiedź rzeczy przyszłych, spisane zaś zostało ku pouczeniu nas, których dosięga kres czasów.

{{Cytat}} Linki zewnętrzne: "źródło".

## Przykłady
- ofiara Abrahama z syna – typ śmierci Chrystusa
- wybawienie Żydów z Egiptu – typ ery mesjańskiej[2]
- przejście przez Morze Czerwone – typ chrztu[3]
- manna na pustyni i woda wyprowadzona ze skały – typ Eucharystii[2]
- Mojżesz – typ Chrystusa[2]
- Jozue kontynuujący misję Mojżesza – typ tego, że Ewangelia jest kontynuacją Starego Testamentu[4]
- wejście Izraelitów do Ziemi Obiecanej – typ powrotu do ostatecznej ojczyzny przez chrzest[4]
- zniszczenie Jerycha – typ ruiny władzy szatana[4]
- zbawienie rodziny Rachab – zapowiedź powołania pogan do Kościoła Jezusa[4]
- Jonasz – typ Chrystusa

## Nazwa
Określenie typ pochodzi od greckiego τύπος (uderzenie, odbicie, obraz, posąg, forma, model), określającego odwzorowanie wizerunku osoby lub rzeczy np. na monecie czy obrazie.